# Frederick W. Lander
Frederick W. Lander (17 de dezembro de 1821 - 2 de março de 1863) foi um explorador do oeste norte-americano, brigadeiro-general no Exército da União durante a Guerra Civil Americana e também um poeta. Lander morreu em 1862 como resultado de um ferimento adquirido enquanto lutava na Guerra Civil Estadunidense.